# The Craving (singolo)
The Craving (Single Version) è un singolo del duo musicale statunitense Twenty One Pilots, pubblicato il 22 maggio 2024 come quarto estratto dal settimo album in studio Clancy. Si tratta di una versione alternativa a quella presente nell'album, intitolata The Craving (Jenna's Version).

## Descrizione
Rispetto alla versione di The Craving presente nell'album, suonata dal solo Tyler Joseph all'ukulele, la versione pubblicata come singolo presenta strumentazione aggiuntiva e la produzione di Spencer Stewart. Il brano è dedicato alla moglie di Joseph, Jenna.
La versione originale del brano è stata proposta dal vivo per la prima volta il 9 maggio 2024 a Londra, durante uno secret show del gruppo in promozione dell'album.

## Video musicale
Per entrambe le versioni del brano è stato pubblicato un video ufficiale, entrambi diretti da Mark C. Eshleman e pubblicati, rispettivamente, il 22 maggio (Single Version) e il 24 maggio 2024 (Jenna's Version).

## Tracce
Testi e musiche di Tyler Joseph.
1. The Craving (Single Version) – 2:54

## Formazione
Gruppo
- Tyler Joseph – voce, ukulele baritono, programmazione, produzione
- Josh Dun – batteria, ingegneria percussioni

Altro personale
- Spencer Stewart – produzione
- Alex Wilder – grancassa
- Mike Elizondo – contrabbasso

## Classifiche
| Classifica (2024)                | Posizione massima |
| -------------------------------- | ----------------- |
| Canada (rock)                    | 26                |
| Regno Unito                      | 66                |
| Stati Uniti                      | 83                |
| Stati Uniti (alternative)        | 2                 |
| Stati Uniti (pop)                | 26                |
| Stati Uniti (rock & alternative) | 20                |